# كريستينا ميلر
كريستينا ميلر (بالإنجليزية: Christina Miller)‏ (و. 1899 – 2001 م) هي كيميائية، وعالمة بريطانية، كانت عضوةً في الجمعية الملكية لإدنبرة، توفيت عن عمر يناهز 102 عاماً.

## التعليم
تعلمت في جامعة هيريوت وات، وجامعة إدنبرة.

## جوائز
حصلت على جوائز منها:
- Keith Medal [الإنجليزية]‏ (1927)
- زمالة الجمعية الملكية لإدنبرة.